# Ловушка для туристов
«Ловушка для туриста» (англ. Tourist Trapped) — 1 серия 1 сезона американского мультсериала «Гравити Фолз».

## Сюжет
Эпизод начинается с того, что Диппер и Мэйбл мчатся на тележке для гольфа и преследуются большим монстром. Затем Диппер рассказывает эпизод из той части, где родители близнеца приводят их в Гравити Фолз, штат Орегон, где живёт их двоюродный дедушка Стэн. Диппер очень хотел провести все свое лето, работая для своего «Дядюшки» в Хижине Чудес (туристическая ловушка и сувенирный магазин). Однако, когда он вешает знаки, рекламирующие Хижину Чудес, он натыкается на ржавое устройство, спрятанное в дереве, которое открывает секретное отделение, где Диппер находит книгу с золотой рукой с цифрой 3, и начинает её читать. В книге собраны секреты и чудеса городка Гравити Фолз. Во время чтения он узнает, что у Мэйбл (которая пытается завязать «эпический летний роман») свидание со своим новым парнем Норманом. Диппер думает, что Норман — зомби, и начинает ловить их на пленку. Мэйбл расстроена, когда Диппер замечает её скептицизм.
Во время свидания посреди леса, Норман показывает, кто он на самом деле: группа гномов (во главе с Джеффом). После того, как Мэйбл отвергает гномов, они похищают её и затаскивают глубже в лес. Тем временем, Диппер смотрит видео, которое он снял, и замечает момент, на котором у парня Мэйбл отваливается рука. Он быстро бросается в лес, чтобы найти Мэйбл, пока он едет на тележке для гольфа. Потрясенный тем фактом, что Норман был всего лишь кучкой гномов, ему удается спасти Мэйбл, сбив Джеффа с помощью лопаты. Возмущённый Джефф призывает гномов сформировать гигантского гнома, чтобы схватить Мэйбл. Они не могут избежать гномов, когда они достигают Хижины Чудес. Джефф грозится разрушить хижину, если Мэйбл не выйдет за него, однако той удаётся обхитрить его, после чего, она хватает воздуходувку для листьев (которую ранее использовала, чтобы практиковаться в поцелуях) и сдувает гномов.
Позже Стэн позволяет им взять по одному предмету из сувенирного магазина: Мэйбл выбирает абордажный крюк, а Диппер берёт новую кепку. Пока Диппер и Мэйбл готовятся ко сну той ночью, Стэн входит в потайную комнату за торговым автоматом в комнате отдыха, чтобы его никто не видел.

## Криптограмма
Криптограмма ZHOFRPH WR JUDYLWB IDOOV расшифровывается шифром Цезаря как: WELCOME TO GRAVITY FALLS (рус. Добро пожаловать в Гравити Фолз).

## Производство и вещание
Серия была написана создателем сериала Алексом Хиршем и снята Джоном Аошима с раскадровками Мэтта Брэли, Эрика Фонтейна, Марка Гарсии, Алонсо Рамиреса Рамоса и Ники Янг. Премьера эпизода состоялась 15 июня 2012 года на канале Disney в США, и он стал специальным превью сериала. Его премьера последовала сразу за премьерой оригинального фильма канала Disney «Let It Shine». Премьеру эпизода посмотрели около 3,4 миллиона зрителей. Когда он был показан в Великобритании и Ирландии 20 июля 2012 года, его посмотрели 267 000 зрителей.

## Отзывы критиков
Аласдер Уилкинс из The A.V. Club дал эпизоду оценку B+, высоко оценив его «зрелость» по сравнению с другими мультсериалами для детей (вдохновляющими «Симпсоны», «Секретные материалы» и «Твин Пикс»), художественный стиль сериала, наряду с использованием его паранормальных тем для комедии: в частности, со ссылкой на сцену, где Мэйбл видна в надежде, что её парень-зомби Норман был вампиром (игра на популярности сериала «Сумерки»), за которым следует «удивительно абсурдное» раскрытие, что Норман на самом деле был группой гномов. Однако оставшуюся часть эпизода критиковали за то, что она слишком полагалась на «случайный» юмор. Уилкинс также похвалил Кристен Шаал за её исполнение роли Мэйбл; заявляя, что у персонажа было «такое же радостное отсутствие сдержанности и склонности к насилию (по крайней мере, когда дело доходит до ударов гномов), которые Шаал привносит в Луизу Белчер, с принципиальной разницей в том, что она не полный социопат». Уилкинс чувствовал, что Мэйбл была «тупой, беспечной девочкой» с таким уровнем энтузиазма, который помогал поддерживать многие шутки, окружавшие её в эпизоде, и что она действовала в соответствии с мышлением настоящего 12-летнего подростка. её диалог тоже. Джейсон Риттер в роли Диппера также получил высокую оценку за то, что он придал персонажу панический и подозрительный взгляд на окружающий мир, но было отмечено, что его голос звучал слишком старым для 12-летнего ребёнка.
«Ловушка для туриста» получил две номинации на 40-ю награду Annie Awards, в том числе Иэн Уоррел за лучший дизайн в телевизионном/вещательном производстве и Кристен Шаал за лучшую озвучку в анимационном теле / вещательном производстве.